# Len Graham
William George Leonard Graham (Belfast, 1925. október 17. – Blackpool, 2007. szeptember 30.) északír válogatott labdarúgó. 

## Pályafutása

### Klubcsapatban
1948 és 1950 között a Brantwood csapatában játszott. 1951-től 1958-ig a Doncaster Rovers játékosa volt. 1959-ben a Torquay United együttesét erősítette. 1959 és 1960 között az Ardsban szerepelt játékosedzőként. 

### A válogatottban
1951 és 1958 között 14 alkalommal szerepelt az északír válogatottban. Beválogatták az 1958-as világbajnokságon szereplő északír válogatott keretébe, de végül nem utazott a csapattal Svédországba.